# ایمی آلن
ایمی آلن (انگلیسی: Amy Allen؛ زادهٔ ۲۴ اکتبر ۱۹۷۶) یک هنرپیشه اهل ایالات متحده آمریکا است.